# Trygonozaur
Trygonozaur (Trigonosaurus pricei) – rodzaj dinozaura z grupy tytanozaurów (Titanosauria).
Żył w epoce późnej kredy (ok. 83-65 mln lat temu) na terenach Ameryki Południowej. Długość ciała ok. 12 m, wysokość ok. 4 m, masa ok. 10 t. Jego szczątki znaleziono w Brazylii.
Opisany na podstawie kręgów krzyżowych i ogonowych. Silva Junior i współpracownicy (2022) uznali T. pricei za młodszy synonim gatunku Baurutitan britoi.